# 왕립천문학회 월간 공지
《왕립천문학회 월간 공지》(Monthly Notices of the Royal Astronomical Society , MNRAS)는 천문학 및 천체물리학 연구를 다루는 동료 검토를 거치는 과학 학술지이다. 1827년부터 지속적으로 존재해 왔으며 관련 분야의 독창적인 연구를 보고하는 레터와 논문을 출판한다. 월간이라는 학술지 이름에도 불구하고 이 저널은 더 이상 월간지가 아니며 왕립천문학회의 통지(notice)를 전달하지도 않고 있다.

## 역사
MNRAS는 1827년 2월 9일, 《런던 천문학회 월간 통지》로 창간되었는데, 그 이후 현재까지 발행되고 있다. 현재의 제호는 런던 천문학회가 왕립 천문학회 (RAS)가 된 후인 두 번째 권의 제호에서 따왔다. 1960년까지는 RAS의 월간 통지를 실었고, 이때 이들은 새로 설립된 《왕립천문학회 분기별 저널》 (1960-1996)과 그 후속 저널인 《천문학 & 지구물리학》 (1997년 이후)으로 이전되었다. 1965년까지는 학회에서 자체적으로 출판했는데, 1965년부터 2012년까지는 왕립천문학회를 대신하여 블랙웰 퍼블리싱사 (나중에 윌리-블랙웰사의 일부)에서 출판했다. 2013년부터는 옥스퍼드 대학교 출판부(Oxford University Press)에서 발행한다.
이 저널은 연간 36호를 9권으로 나누어 출판하여 현재는 월간지가 아니다. 레터 섹션은 원래 인쇄판에서 분홍색 종이로 표시되었는데, 2000년대 초에 온라인으로 이동했다. COVID-19 범유행 기간인 2020년 4월호 이후 인쇄 출판은 중단되어 온라인 전용 저널이 되었다.

## 내용
MNRAS는 천문학 및 천체물리학의 독창적인 연구에 대한 동료 검토 기사를 게시한다. MNRAS는 두 종류의 기사를 취급하는데, 길이 제한이 없는 논문과 더 빨리 출판되지만 길이가 5페이지로 제한되는 레터이다. 저널의 편집 통제는 RAS가 전문 천문학자로 구성된 편집 위원회를 통해 행사한다. 2012년 7월 기준,, 편집장은 데이비드 플라워 ( 더럼 대학교 )이다.

## 오픈 액세스
왕립천문학회에 명시된 정책은 "엄격한 동료 검토를 통해 고품질 논문에 집중하고 가능한 한 무료 출판을 제공하는 것"이다. 저자는 저널에  게시하는데 비용이 청구되지 않으며 게시 비용은 구독으로 충당된다. 저널에서는 저자에게 출판 비용을 지불할 수 있는 옵션을 제공하여 누구나 무료로 액세스할 수 있도록 하는 오픈 액세스 형식도 제공한다( 하이브리드 오픈 액세스 모델 ). 왕립천문학회 회원은 회원 혜택의 일환으로 왕립천문학회 저널에 무료로 온라인으로 액세스할 수 있다. MNRAS 논문의 다운로드 가능한 PDF 버전은 출판 후 36개월( 지연 오픈 액세스 모델 )에 저널 웹사이트와 천체물리학 자료시스템에서 제공한다. MNRAS는 또한 작성자가 개인 웹페이지, 기관 저장소 및 arXiv 서버( 그린 오픈 액세스 )에서 셀프 아카이빙을 허용한다. 또한 작성자는 영구적으로 자유롭게 액세스할 수 있는 PDF 파일에 대한 링크를 제공받으며 파일 자체는 작성자나 게시자를 제외한 다른 사람이 호스팅해서는 안 되며 해당 링크는 자유롭게 배포할 수 있다. 이것은 저자가 적합하다고 생각하는 대로 자유롭게 배포할 수 있도록 저자에게 제공되었던 기사의 종이 사본인 오프프린트에 해당하는 현대판이다. 저자는 왕립천문학회 또는 옥스포드 대학교 출판부(OUP)에 저작권을 부여하지 않지만 출판 전에 기사를 출판할 수 있는 독점적 이용권을 부여해야 한다.

## 편집장
아래는 편집장(종전에는 관리 편집자 또는 간단히 편집자)을 역임한 사람이다.
- 데이비드 플라워 (2012–현재)[4]
- 로버트 카스웰 (2008–2012)[2][4]
- 앤디 파비안 (1994–2008)[2]
- 존 셰이크샤프트 (?–1994)
- 로저 테일러 (1979[7] –? )[8]
- (RAS 위원회의 비서관에 의하여 수행됨, 1881[9] –1979)[7]
- 아서 케일리 (1874-1881)[10]
- 리차드 프록터 (1872-1874)[9]
- 아서 케일리 (1860-1872)[10]
- 로버트 그랜트 (?–1881)[10]
- 리처드 쉽생크스

## 초록 및 색인 작성
이 저널은 아래를 통하여 초록 및 색인이 생성되고 있다.
- Academic Search
- Advanced Polymers Abstracts
- Aerospace & High Technology Database
- Astrophysics Data System
- Ceramic Abstracts
- Computer & Information Systems Abstracts
- CSA Civil Engineering Abstracts (ProQuest)
- CSA Mechanical & Transportation Engineering Abstracts
- CSA Technology Research Database
- Current Contents/Physical, Chemical & Earth Sciences
- Current Index to Statistics
- Earthquake Engineering Abstracts
- Engineered Materials Abstracts
- InfoTrac
- Inspec
- International Aerospace Abstracts & Database
- Materials Business File
- METADEX
- Meteorological & Geoastrophysical Abstracts
- Science Citation Index
- Scopus
- VINITI Database RAS

## 같이 보기
- 《천문 저널》
- 《천체 물리학 저널》
- 《천문학 및 천체물리학》
- 《천문학 및 지구물리학》

## 참고 문헌

### 인용 문헌
- Dreyer, John L. E.; Turner, Herbert H., 편집. (1923). 《History of the Royal Astronomical Society: Volume 1, 1820–1920》. London: Royal Astronomical Society.
- Tayler, Roger, 편집. (1987). 《History of the Royal Astronomical Society: Volume 2, 1920–1980》. London: Royal Astronomical Society.